# Wilhelm Denifl
Pour les articles homonymes, voir Denifl.
Wilhelm Denifl, né le 10 novembre 1980 à Rum, est un coureur autrichien du combiné nordique. Il remporte notamment le titre de champion du monde 2003 par équipes et la médaille de bronze dans cette épreuve aux Jeux olympiques d'hiver de 2018.

## Biographie
Licencié au SV Innsbruck-Bergisel, Denifl entre dans l'équipe nationale en 1999 et dispute les Championnats du monde junior en 2000, où il est médaillé de bronze par équipes et fait aussi ses débuts en Coupe du monde à Breitenwang. Il marque ses premiers points un an plus tard à Reit im Winkl (27e) et réalise son premier top dix en 2002 à Kuopio. Lors des années suivantes, il reste stable au niveau des résultats, sans montrer une progression majeure et monte sur des podiums individuels au Grand Prix d'été en 2007. En janvier 2009, il débloque son compteur de podiums en Coupe du monde avec une troisième place par équipes à Schonach, après deux quatrièmes places en individuel.
En 2011, il se rapproche de nouveau de son premier podium individuel en terminant quatrième à Lahti.
Il est auteur de son premier podium en Coupe du monde le 25 février 2012 à Liberec, douze ans après sa première participation. Le 5 janvier 2014, il remporte sa première manche individuelle de Coupe du monde à Tchaikovski après avoir dominé le saut à ski nettement et bien géré le ski de fond. Il s'agissait à l'occasion de sa deux-centième course à ce niveau. Il obtient alors un ticket pour les Jeux olympiques de Sotchi, oúù il est 19e au petit tremplin. Lors de la saison suivante, son meilleur résultat individuel est neuvième et en 2016, après un début de saison similaire, il renoue avec le podium à Kuopio.
En 2016-2017, il retrouve le top dix du classement général, en figurant sur deux podiums à Ruka et Schonach et prenant la cinquième place à l'individuel aux Championnats du monde 2017.
Il obtient sa deuxième victoire en Coupe du monde sur un sprint par équipes disputé en mars 2018 à Lahti avec Gruber.
Aux Jeux olympiques d'hiver de 2018, il est deux fois dans le top dix en individuel et prend la médaille de bronze sur l'épreuve par équipes avec Lukas Klapfer, Mario Seidl et Bernhard Gruber.
Il a obtenu deux médailles aux Championnats du monde, l'or en 2003 lors de la compétition par équipes avec Michael Gruber, Christoph Bieler et Felix Gottwald et l'argent en 2013 lors du sprint par équipes avec Bernhard Gruber, édition dans laquelle il obtient son deuxième meilleur résultat individuel en mondial avec le sixième rang au grand tremplin.
Il met un terme à sa carrière sportive à la fin de la saison 2018-2019, lors de laquelle il a obtenu un dernier podium à Trondheim (pour un total de neuf). Il embrasse illico une nouvelle carrière, celle d’entraîneur : aux côtés de Thomas Baumann, il encadre l’équipe d’Autriche de Coupe continentale.

## Palmarès

### Jeux olympiques
| Épreuve / Édition | Épreuve / Édition | Sotchi 2014 | Pyeongchang 2018 |
| Gundersen         | PT                | 19e         | 29e              |
| Gundersen         | GT                | —           | 8e               |
| Par équipes       | Par équipes       | —           | Bronze           |

### Championnats du monde
| Épreuve / Édition            | Épreuve / Édition            | Val di Fiemme 2003               | Liberec 2009                     | Oslo 2011                        | Val di Fiemme 2013               | Falun 2015                       | Lahti 2017                       |
| ---------------------------- | ---------------------------- | -------------------------------- | -------------------------------- | -------------------------------- | -------------------------------- | -------------------------------- | -------------------------------- |
| Sprint                       | Sprint                       | 10e                              | Épreuve inexistante à cette date | Épreuve inexistante à cette date | Épreuve inexistante à cette date | Épreuve inexistante à cette date | Épreuve inexistante à cette date |
| Départ en masse (mass start) | Départ en masse (mass start) | Épreuve inexistante à cette date |                                  | Épreuve inexistante à cette date | Épreuve inexistante à cette date | Épreuve inexistante à cette date | Épreuve inexistante à cette date |
| Gundersen                    | Gundersen                    | 8e                               | Épreuve inexistante à cette date | Épreuve inexistante à cette date | Épreuve inexistante à cette date | Épreuve inexistante à cette date | Épreuve inexistante à cette date |
| Gundersen                    | Petit tremplin               | Épreuve inexistante à cette date | 30e                              | 13e                              | 20e                              | 28e                              |                                  |
| Gundersen                    | Grand tremplin               | Épreuve inexistante à cette date |                                  | 19e                              | 6e                               |                                  | 5e                               |
| Par équipes                  | Par équipes                  | Or                               | 5e                               | Épreuve inexistante à cette date | Épreuve inexistante à cette date | Épreuve inexistante à cette date | Épreuve inexistante à cette date |
| Sprint par équipes           | Sprint par équipes           | Épreuve inexistante à cette date | Épreuve inexistante à cette date | Épreuve inexistante à cette date | Argent                           |                                  | 4e                               |
| Par équipes                  | Petit tremplin               | Épreuve inexistante à cette date | Épreuve inexistante à cette date |                                  | 5e                               |                                  |                                  |
| Par équipes                  | Grand tremplin               | Épreuve inexistante à cette date | Épreuve inexistante à cette date |                                  | Épreuve inexistante à cette date | Épreuve inexistante à cette date | Épreuve inexistante à cette date |

### Coupe du monde
- Meilleur classement général : 8e en 2013.
- 9 podiums individuels : 1 victoire, 2 deuxièmes places et 6 troisièmes places.
- 9 podiums par équipes, dont 1 victoire.

#### Détail des victoires
| Édition / Épreuve | Gundersen   |
| 2014              | Tchaïkovski |

#### Classements en Coupe du monde
| Année     | Classement général final |
| 1999-2000 | 49e                      |
| 2002-2003 | 11e                      |
| 2003-2004 | 38e                      |
| 2004-2005 | 54e                      |
| 2005-2006 | 27e                      |
| 2006-2007 | 22e                      |
| 2007-2008 | 17e                      |
| 2008-2009 | 17e                      |
| 2009-2010 | 23e                      |
| 2010-2011 | 17e                      |
| 2011-2012 | 11e                      |
| 2012-2013 | 8e                       |
| 2013-2014 | 9e                       |
| 2014-2015 | 20e                      |
| 2015-2016 | 18e                      |
| 2016-2017 | 9e                       |
| 2017-2018 | 13e                      |
| 2018-2019 | 20e                      |

### Grand Prix
- 2 podiums individuels.

### Coupe du monde B
- 6 podiums, dont 3 victoires.